# Estudios locos
Los estudios locos son un área académica, teórica y activista que trabaja con las experiencias, historia, cultura y política de las personas que son identificadas como locas, enfermas mentales, supervivientes de la psiquiatría, usuarias de servicios, pacientes, clientes de terapias, neurodiversas y discapacitadas. Los estudios locos tienen su origen en los movimientos de usuarios y supervivientes que se organizaron en Canadá, Estados Unidos, Reino Unido, Australia y otras partes del mundo. Los métodos de investigación se apoyan en otras disciplinas académicas como estudios de la mujer, estudios indígenas, estudios queer, antropología psicológica y etnografía. Este campo académico tiene similitudes teóricas con los estudios críticos sobre la discapacidad, la psicopolítica y teoría social crítica. El movimiento académico se formó, en parte, como respuesta al concepto de  "recuperación", que muchos expertos de los estudios locos consideran "cooptado" por los sistemas de atención a la salud mental.

## Orígenes y alcance
Richard A. Ingram, un veterano investigador en la Escuela de Estudios de la Discapacidad en la Universidad de Ryerson (2007), ha sido reconocido como el primero en utilizar la expresión "Estudios Locos" en el Primera Conferencia Regional de Estudios de la Discapacidad para Estudiantes de Postgrado en la Universidad de Syracuse el 3 de mayo de 2008. En un artículo académico tituló "Estudios locos: dotar de (sin)sentido juntos", Ingram enumeró algunas referencias teóricas e intelectuales que formarían las bases fundamentales de los estudios locos e incluirían a Nietzsche, Bataille, Blanchot, Deleuze y Guattari.
En 2014 un artículo en The Guardian de Peter Beresford se citan distintas referencias académicas canadienses de la primera línea en este campo: "los estudios locos tuvieron su comienzo en las universidades de Ryerson y York en Toronto, con figuras clave del colectivo de supervivientes de la psiquiatría, activistas proderechos, educadores como David Reville y Geoffrey Reaume y académicas como Kathryn Iglesia y Brenda LeFrancois.". El periodista Alex Gillis resume el proceso de expansión de los estudios locos en un artículo en noviembre de 2015: "Poco después de las universidades de Ryerson y York que iniciaron los cursos de estudios locos a comienzos de los años 2000, cursos similares se comenzaron en los departamentos de sociología y antropología de la Universidad de Simon Fraser y más recientemente en la escuela de la escuela de trabajo social de la Memorial University, la escuela de kinesiología y estudios de la salud de la Universidad de Queen y los departamentos de historia en las universidades de Trent y Winnipeg. Unas cuantas universidades más en Inglaterra, Escocia y los Países Bajos comenzaron sus propios estudios en los últimos dos años, tomando los cursos canadienses como punto de partida."
Algunas de las vías de investigación en este nuevo campo incluyen la "construcción social de la enfermedad mental, imposición de la norma social desde el estado y la medicina, fácilmente extensibles a la nosología (categorías de patología) para la enfermedad mental, connivencias con la industria farmacéutica (ligadas a problemas como los conflictos de interés, la medicalización y la promoción de enfermedades) y asociaciones psiquiátricas profesionales, vinculación entre ecocidio y malestar mental, psiquiatrización de animales no humanos, representación de la locura en los medios de comunicación, historia del movimiento de supervivientes de la psiquiatría y la percepción entre la comunidad científica, médica y ciudadanía en general de los tratamientos psiquiátricos ."

## Conferencias y seminarios
- 12 al 15 de junio de 2008, Universidad de Simon Fraser: Conferencia sobre locura, ciudadanía y justicia social[9]
- Mayo de 2012, Universidad de Ryerson: Conferencia Internacional sobre Estudios Locos[10]
- 9 al 11 de septiembre de 2014, Universidad de Lancaster: Conferencia de Estudios de la Discapacidad (dedicada principalmente a los Estudios Locos).
- Mayo de 2015, Bergen, Noruega, Red Nórdica para la Investigación sobre la Discapacidad: Simposio de Estudios Locos.[11]
- 17 de junio de 2015, Liverpool, Reino Unido: Psicopolítica en el siglo XX: Peter Sedgwick y los Movimientos Radicales en Salud Mental.
- Junio de 2015, Universidad de Lancaster: Estudios Locos y Neurodiversidad: Explorando Conexiones.
- 30 de septiembre al 1 de octubre de 2015, Universidad de Durham, Reino Unido: el sentido de los Estudios Locos.
- 6 al 8 de septiembre de 2016, Universidad de Lancaster: Conferencia de Estudios sobre Discapacidad (dedicada principalmente a los Estudios Locos).
- 11 al 13 de septiembre de 2018, Universidad de Lancaster: Conferencia de Estudios sobre Discapacidad (dedicada principalmente a los Estudios Locos)[12]

## Textos claves (en inglés)
- He aquí la investigación superviviente (2009)[13]
- Locura en la escuela: discursos sobre discapacidad mental y vida académica (2011)[14]
- Mad Matters: una lectura crítica dentro de los estudios locos canadienses (2013)[15]
- Psiquiatría trastornada: teorizando sobre la resistencia y trabajando la (r)evolución (2014)[16]
- Decolonización de la salud mental mundial: La psiquiatrización de la mayoría del mundo (2014)[17]
- Discapacidad encarcelada: Prisión y discapacidad en Estados Unidos y Canadá (2014)[18]
- Locura, angustia y políticas de la discapacidad (2015)[19]
- La psiquiatría y el negocio de la locura: Una rendición de cuentas ética y epistemológica (2015)[20]
- Buscando un Jardín de Rosas: desafiando a la psiquiatría, impulsando los estudios locos (2016)[21]
- Deportación y solapamiento de las violencias entre los sistemas forenses de salud mental e inmigración(2015)[22]